# Xochipala
Xochipala es un pueblo mexicano ubicado en el municipio de Eduardo Neri, estado de Guerrero, ubicado a 1070 metros sobre el nivel del mar y con 3.197 habitantes.
Xochipala es conocida por su turismo, ya que varias personas visitan el sitio arqueológico de La Organera donde hay ruinas prehispánicas de la cultura olmeca, ya que hubo grandes influencias de ésta y otras culturas en el municipio de Eduardo Neri.
El "estilo Xochipala" se refiere a un milagro del arte mesoamericano: figurinas del preclásico mostrando un naturalismo sorprendente y una expresividad facial sutil y vivaz, de una madurez que sólo se encuentra mucho más tarde en el arte de Veracruz y de los mayas. Provienen de saqueos o de hallazgos accidentales; la investigación arqueológica aún tiene que empezar.

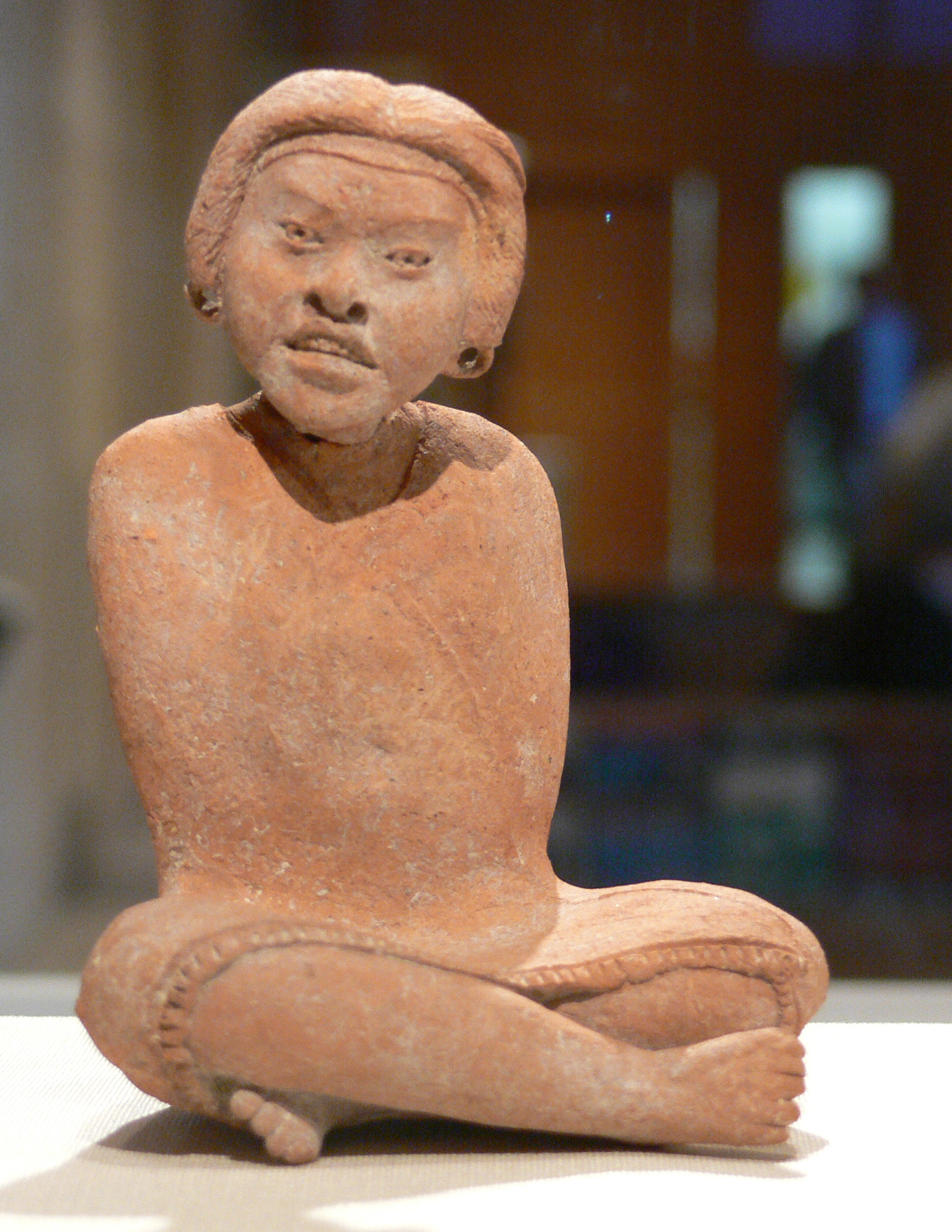
Mujer sentada, 11 cm de altura, Museo de Arte Kimbell, Texas, EE. UU.